# Набережник плямистий
Набережник плямистий (Actitis macularia) — мала прибережна пташка з родини баранцевих. Назва роду Actitis походить від давньогрецьких aktites, "береговик, набережник", що в свою чергу походить від akte, "берег", а macularia по-латині від macula, "пляма".
Разом зі своїм сестринським видом — набережником палеарктичним (A. hypoleucos) — він належить до роду Actitis. Вони змінюють один одного географічно; залітні птахи можуть зійтися зі статево зрілими птахами іншого виду і гібридизувати.

## Поширення
Набережник плямистий — філопатричний вид.. Місця його гніздування знаходяться біля прісних вод по більшій частині Канади та США. Набережники плямисті мігрують до півдня США, Карибського басейну та Південної Америки; зафіксовані дуже рідкісні зальоти до Західної Європи. Це не стадні птахи, вони рідко збираються в зграї. Набережник плямистий — найпоширеніший вид свого роду в Північній Америці через високі показники розмноження та здатність пристосовуватися до різних обмежень навколишнього середовища.

## Опис

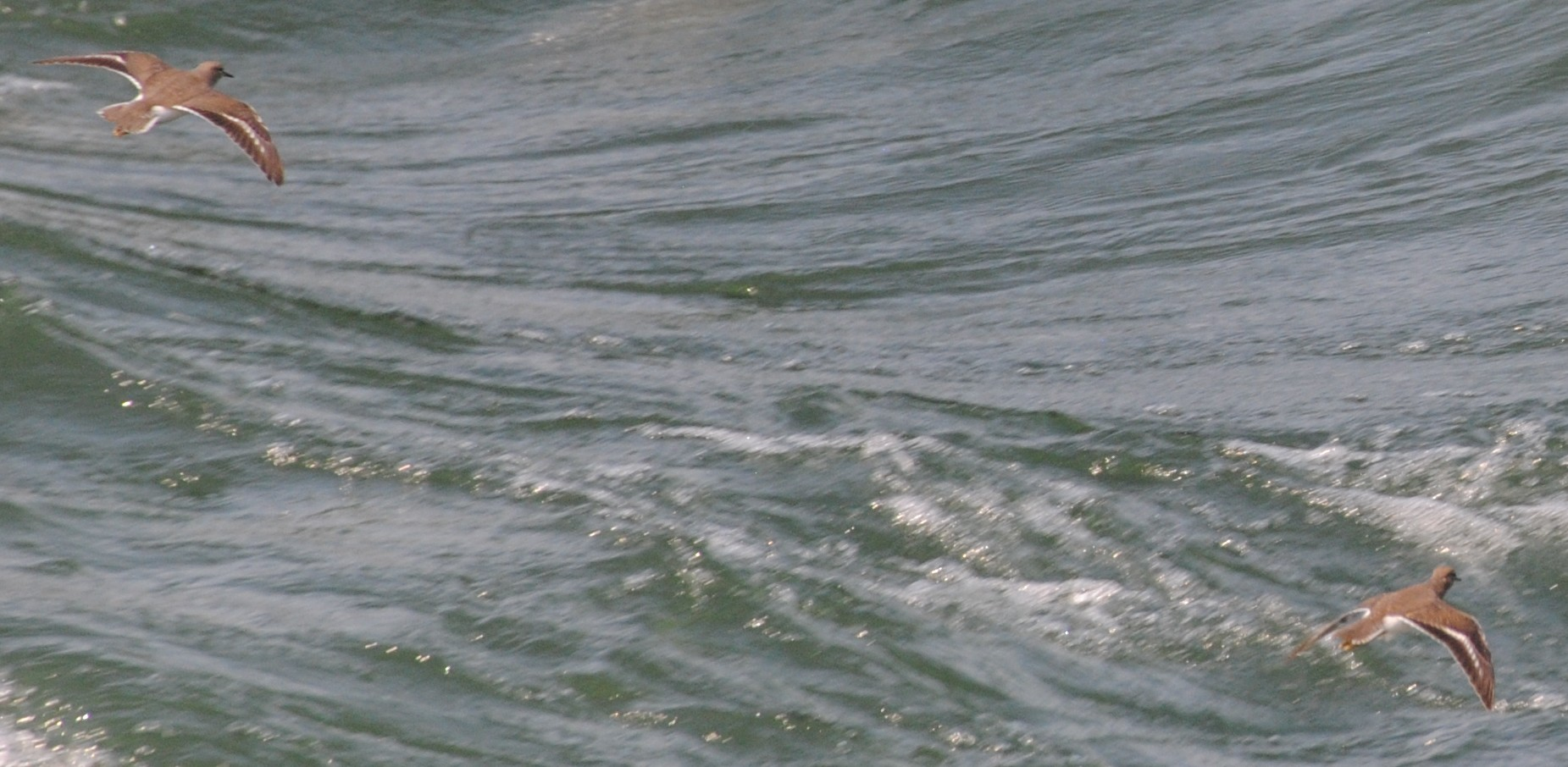
"Фотофіксація" набережників плямистих на Іль-Сент-Елен у Монреалі, Канада демонструє діагностичні особливості: повністю коричневі спина та хвіст (тобто відсутність чорного кольору, на відміну від багатьох інших коловодників), білі передні та задні краї крил, часткова біла смуга на крилі і білі краї хвоста.

Дорослі мають короткі жовтуваті ніжки і помаранчевий дзьоб з темним кінчиком. Тіло зверху бурувато-коричневе, а знизу біле з темними цятками. Виразність цих цяток варіює за сезонами життя набережників плямистих, стаючи особливо помітними в період розмноження. Вважають, що за ступенем плямистості можна визначити загальний стан здоров'я особини набережника. Як правило, самиці з більшою плямистістю були здоровішими за тих, у котрих не було стільки плям. Стан самців залежно від кількості плям, які на них проявляються, ще належить визначити. Крім того, із збільшенням віку розмір плям зменшується, а форма плям стає більш неправильною. Набережники плямисті також мають білу «брову» (supercilium).
Птахи у позашлюбному оперенні, зображені нижче, не мають плямистих частин і дуже схожі на набережника палеарктичного з Євразії; головною відмінністю є більш розмитий малюнок крила, видимий під час польоту, і зазвичай світло-жовті цівки ніг та лапки набережника плямистого. Види роду Actitis мають характерний ширяючий політ низько над водою. Вони також мають характерну ходу, з коливаннями хвоста вгору-вниз. Самці та самки мають подібні фізичні виміри, але відрізняються за вагою; самки, як правило, на 20-25% важчі за самців.
Виміри:
- Довжина : 18–20 см)
- Вага : 34-50 г
- Розмах крил : 14–40,8 дюйма (37–40 см)

## Розмноження
Місця розмноження вибираються з врахуванням різних факторів навколишнього середовища, але вони, як правило, знаходяться поблизу водойм з деяким рослинним покривом. Успішні місця розмноження можуть використовувати неодноразово, доки вони не стануть фізично непридатними через заростання рослинами, затоплення чи надто великий рівень хижацтва. Самиці зазвичай прибувають до місць розмноження першими від самців і встановлюють свої території. Самці прибувають до місць розмноження пізніше, але невідомо, наскільки точно вони прилітають саме до тих самих місць розмноження, які вибрали їхні самиці. Пошук партнерів самицями набережників плямистих набагато більш конкурентний, ніж пошук потенційних партнерок для самців.
Протягом кожного літнього сезону розмноження самиці можуть спаровуватися і класти кладки від більш ніж одного самця, залишаючи їм висиджування. Це називається поліандрією. Самці набережників плямистих піклуються про потомство як до, так і після вилуплення. Вони висиджують свої яйця близько 20–23 днів.. Батьки перших кладок можуть бути батьками пташенят і в пізніших кладках, ймовірно, через зберігання сперми в жіночих статевих шляхах, що часто трапляється у птахів. Самиці, які не знаходять додаткових партнерів, зазвичай допомагають висиджувати і виводити пташенят. «До інкубації концентрації тестостерону та дигідротестостерону в плазмі крові значно вищі у самців, ніж у самиць», і ці показники падають у 25 разів у самців у процесі інкубації. Крім того, у спарених самиць концентрації тестостерону в 7 разів вищі, ніж у неспарених самиць. Через свою поліандричну поведінку набережники плямисті, як правило, дають більше потомства порівняно з іншими видами коловодників.

## Дієта
Ці птахи кормяться на землі або у воді, збираючи їжу, яку побачать. Вони також можуть ловити комах у польоті. Вони їдять комах, ракоподібних та інших безхребетних. Коли вони збирають корм, їх можна впізнати за постійним киванням і присіданням.

## Хижаки
До основних хижаків плямистих хижі птахи, мустеліди, миші та мартини. Більшість цих хижаків полюють на пташенят та яйця набережників.

## Збереження
Хоча спостерігається деяке зменшення популяції набережників плямистих, стан популяцій наразі викликає найменше занепокоєння. Однак, прогнозується, що зменшення кількості набережників плямистих не сповільниться і не припиниться в майбутньому. Знищення їх природного середовища існування через збільшення лісових пожеж створює проблеми для розмноження та вирощування потомства. Крім того, поступове підвищення температури створює проблему для новонароджених набережників.

## Галерея

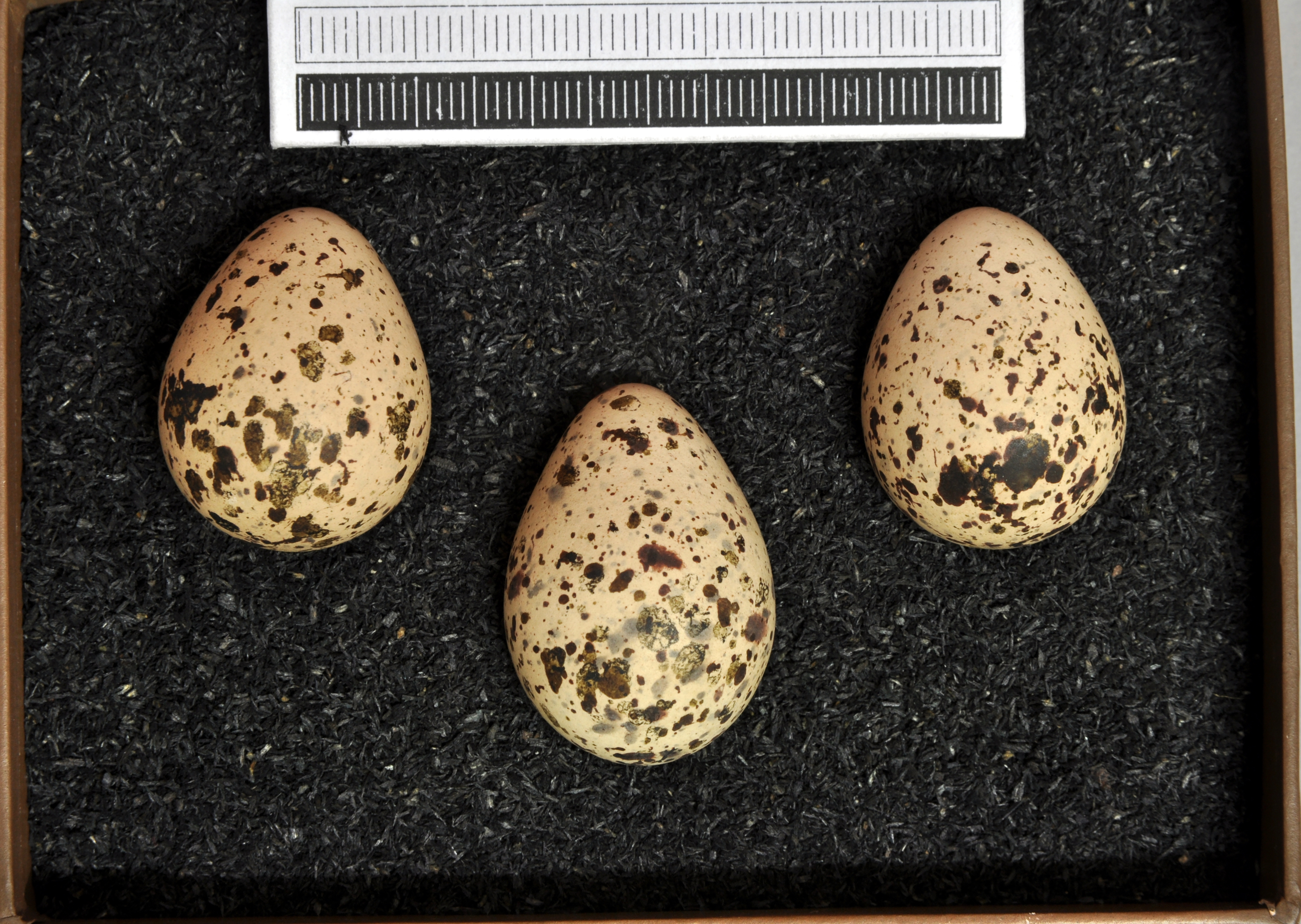
Яйця з колекції Вісбаденського музею

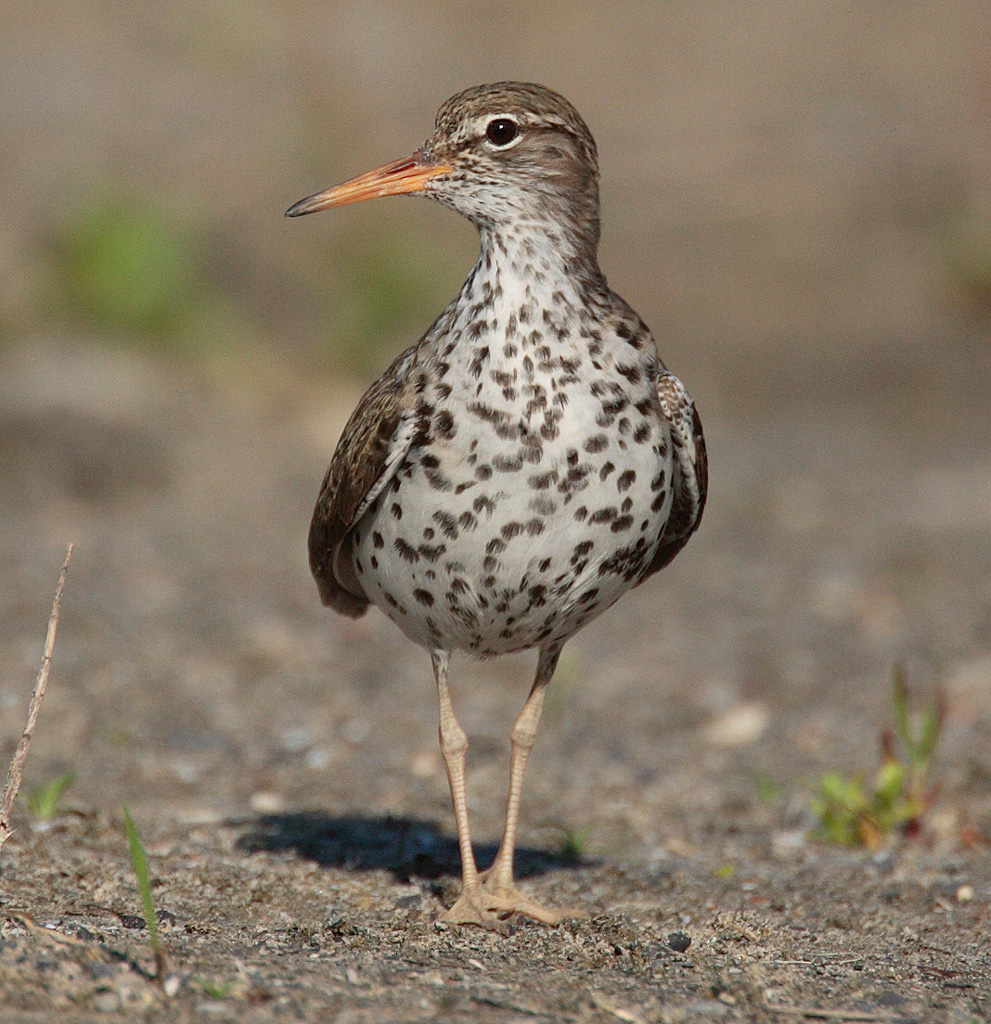
Вигляд спереду
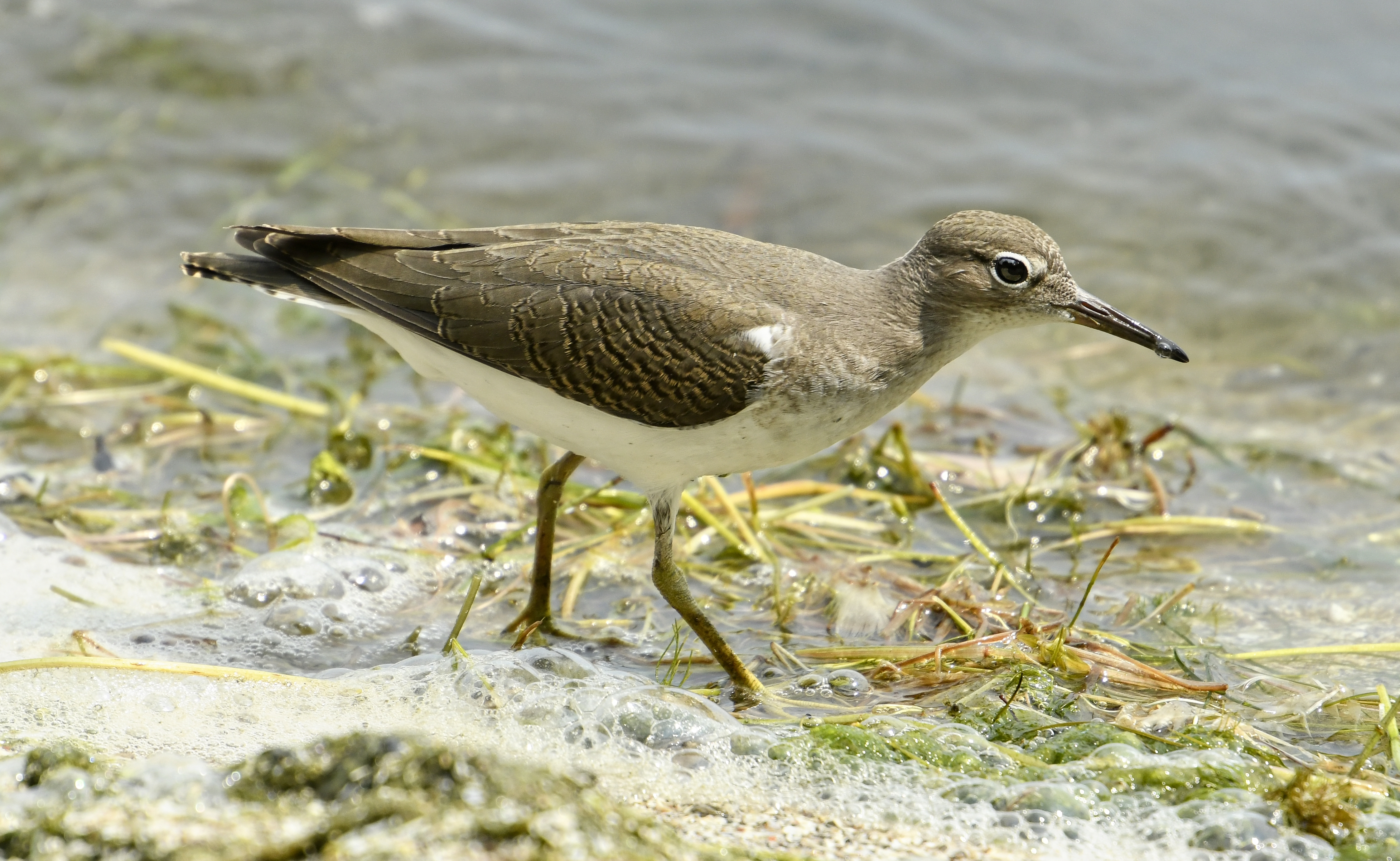
Молоді особини виглядають приблизно як дорослі в позашлюбному оперенні
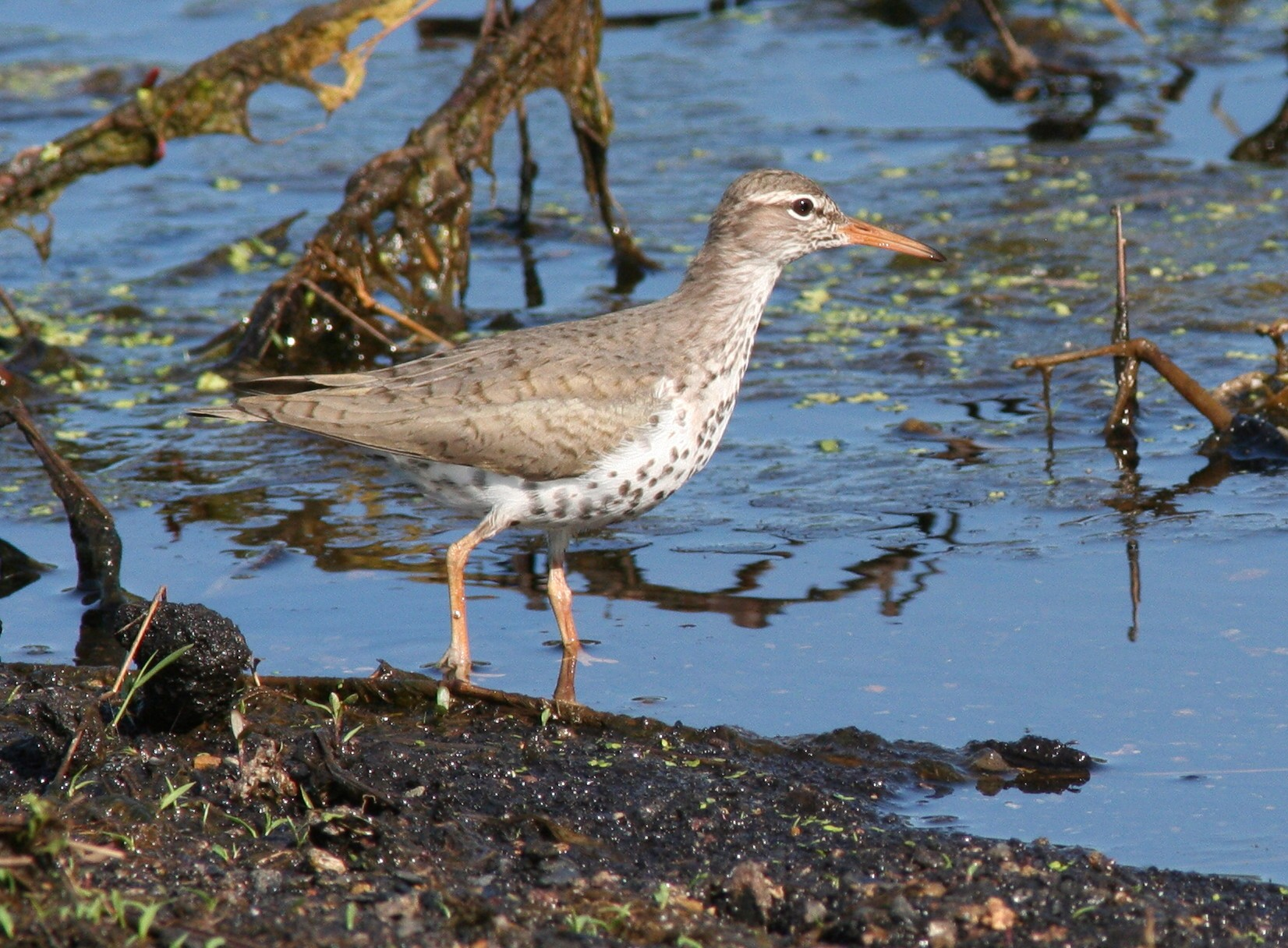
Полювання набережника плямистого в заповіднику дикої природи річки Волкілл у Нью-Джерсі, Нью-Йорк
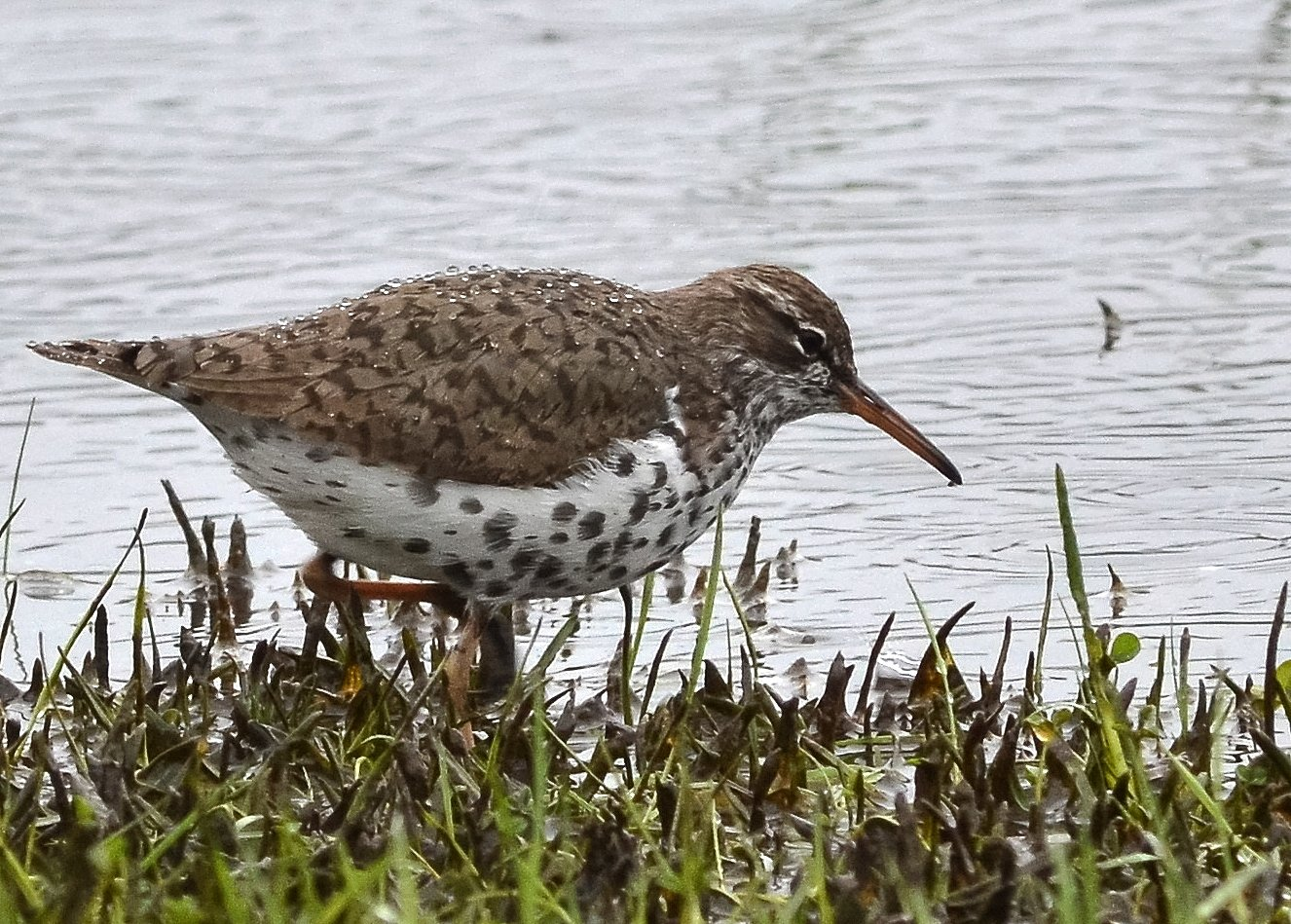
Набережник добуває корм у Фокс-Рівер-Ґрові, штат Іллінойс
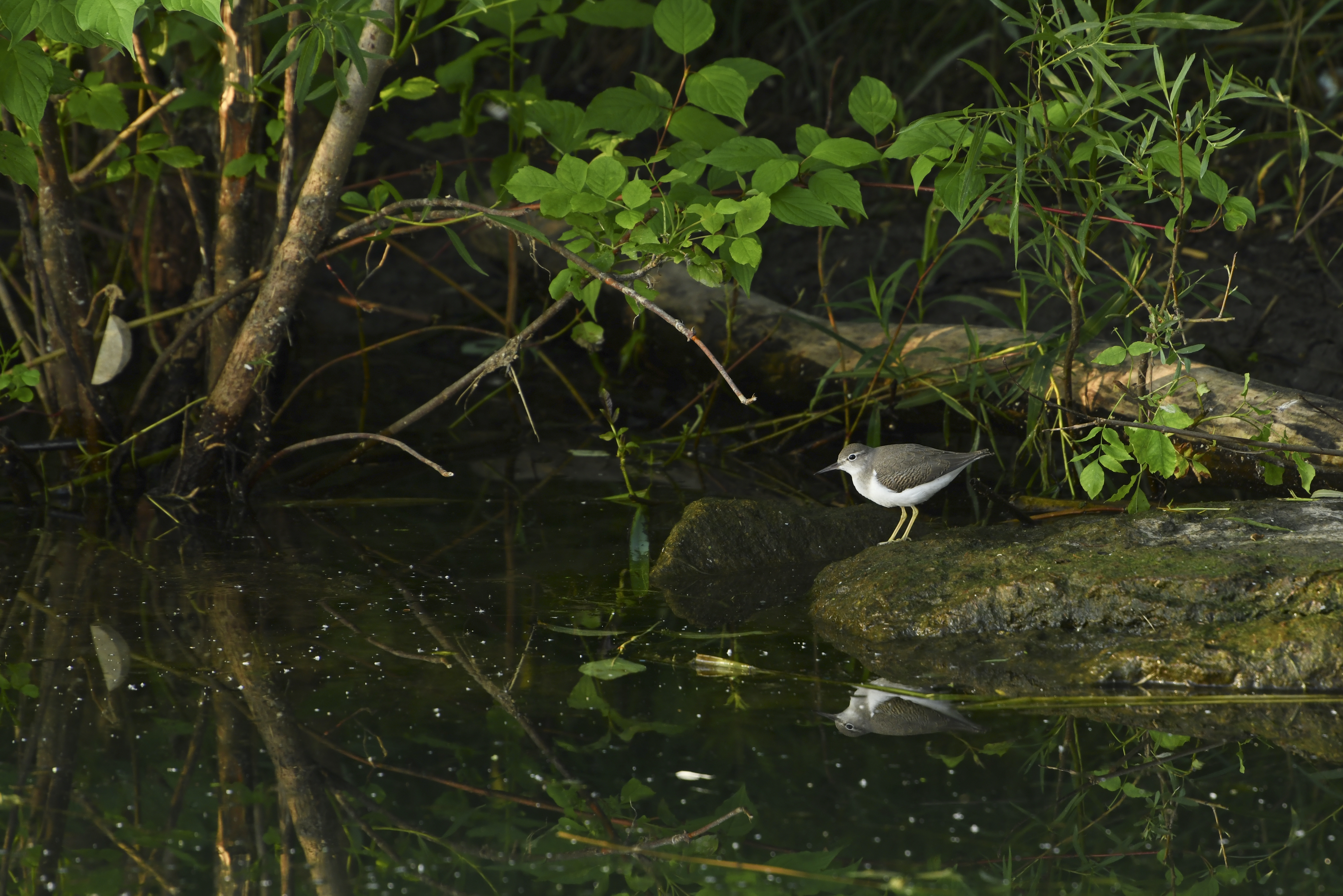
Набережник у позашлюбному оперенні на фоні характерного екотопу, парк Гамбер-Бей у Торонто

## Рекомендована література
- Vinicombe, Keith (2006) ID in depth: Spotted Sandpiper Birdwatch magazine 171: 29-31

## Зовнішні посилання
- Облік видів набережника плямистого [Архівовано 28 березня 2009 у Wayback Machine.] - Корнельська лабораторія орнітології
- Набережник плямистий [Архівовано 16 квітня 2021 у Wayback Machine.] - Actitis macularia [Архівовано 16 квітня 2021 у Wayback Machine.] - Інформаційний центр ідентифікації птахів USGS Patuxent
- Actitis macularius. Інтегрована система таксономічної інформації (ITIS). (англ.)